# Cantón de Arras-Sur
El cantón de Arras-Sur era una división administrativa francesa, que estaba situada en el departamento de Paso de Calais y la región de Norte-Paso de Calais.

## Composición
El cantón estaba formado por ocho comunas, más una fracción de la comuna que le daba su nombre:
- Achicourt
- Agny
- Arras (fracción)
- Beaurains
- Fampoux
- Feuchy
- Neuville-Vitasse
- Tilloy-lès-Mofflaines
- Wailly

## Supresión del cantón de Arras-Sur
En aplicación del Decreto n.º 2014-233 de 24 de febrero de 2014, el cantón de Arras-Sur fue suprimido el 22 de marzo de 2015 y sus 9 comunas pasaron a formar parte; cinco del nuevo cantón de Arras-3, dos del nuevo cantón de Arras-2 y una del nuevo cantón de Arras-1.